# Kościół Przenajświętszego Sakramentu w Łanach
Kościół pod wezwaniem Przenajświętszego Sakramentu w Łanach – świątynia mariawicka, siedziba parafii Przenajświętszego Sakramentu w Markuszewie, położonej w diecezji lubelsko-podlaskiej Kościoła Starokatolickiego Mariawitów w RP. 
Kościół Przenajświętszego Sakramentu znajduje się w Łanach, w gminie Markuszów, powiecie puławskim w województwie lubelskim. W otoczeniu świątyni znajduje się cmentarz mariawicki. Świątynię wybudowano w latach 1907–1909 pod przewodnictwem kapłana Piotra Marii Ładysława Golińskiego z własnych składek parafialnych. 

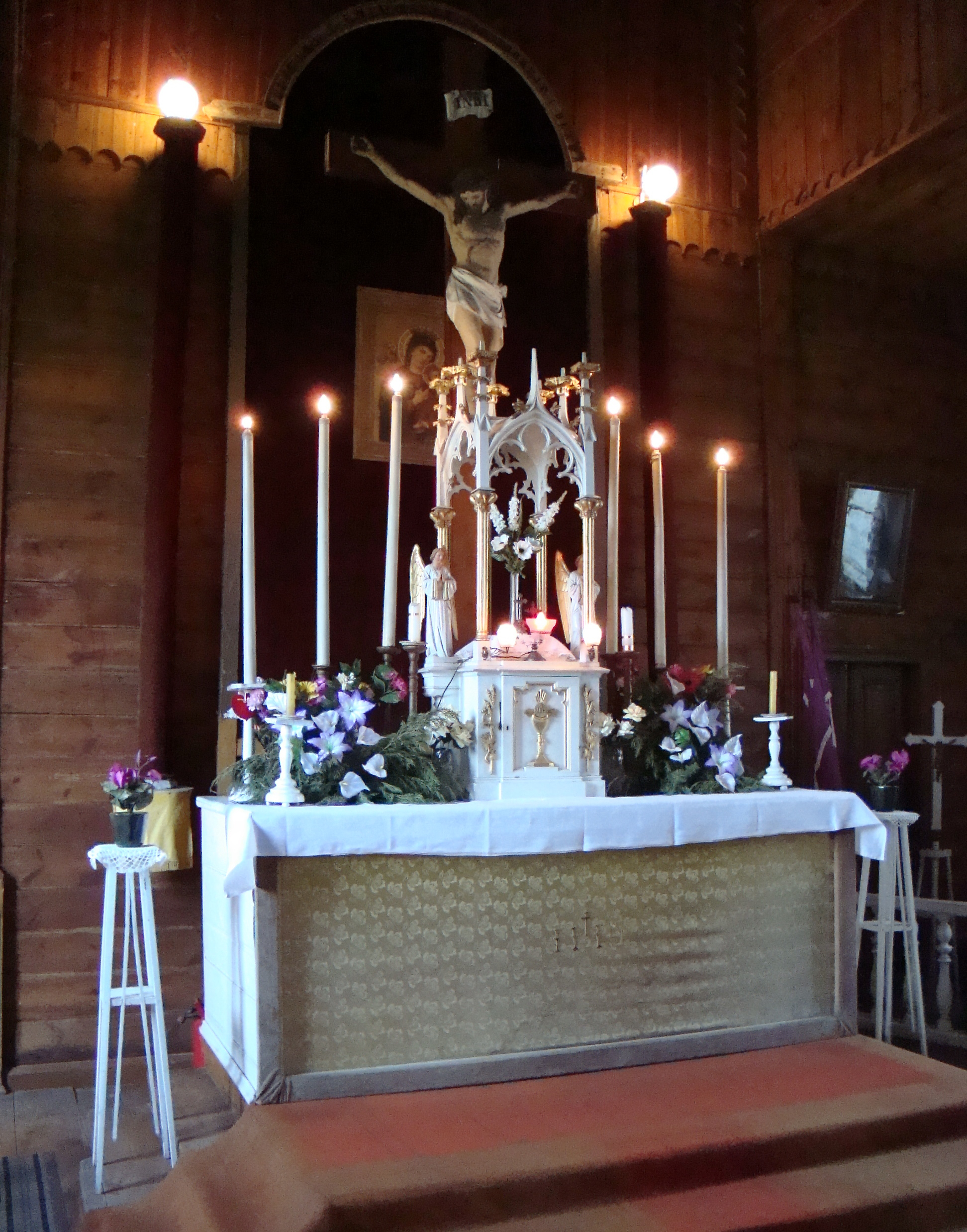
Ołtarz

Drewniany – aktualnie remontowany kościół ma konstrukcję sumikowo-łątkową i wieńcową. Oszalowany budynek sakralny został wzniesiony na murowanej podmurówce, pierwotnie był kryty gontem. Kościół jest trójnawową budowlą halową z chórem muzycznym. Prezbiterium jest oddzielone od reszty świątyni ażurową balustradą wykonaną z drewna.
Kościół wpisano do rejestru zabytków 13 lutego 1984 pod nr A/873.